# Clapping (applaudissement)
Pour les articles homonymes, voir Clapping.

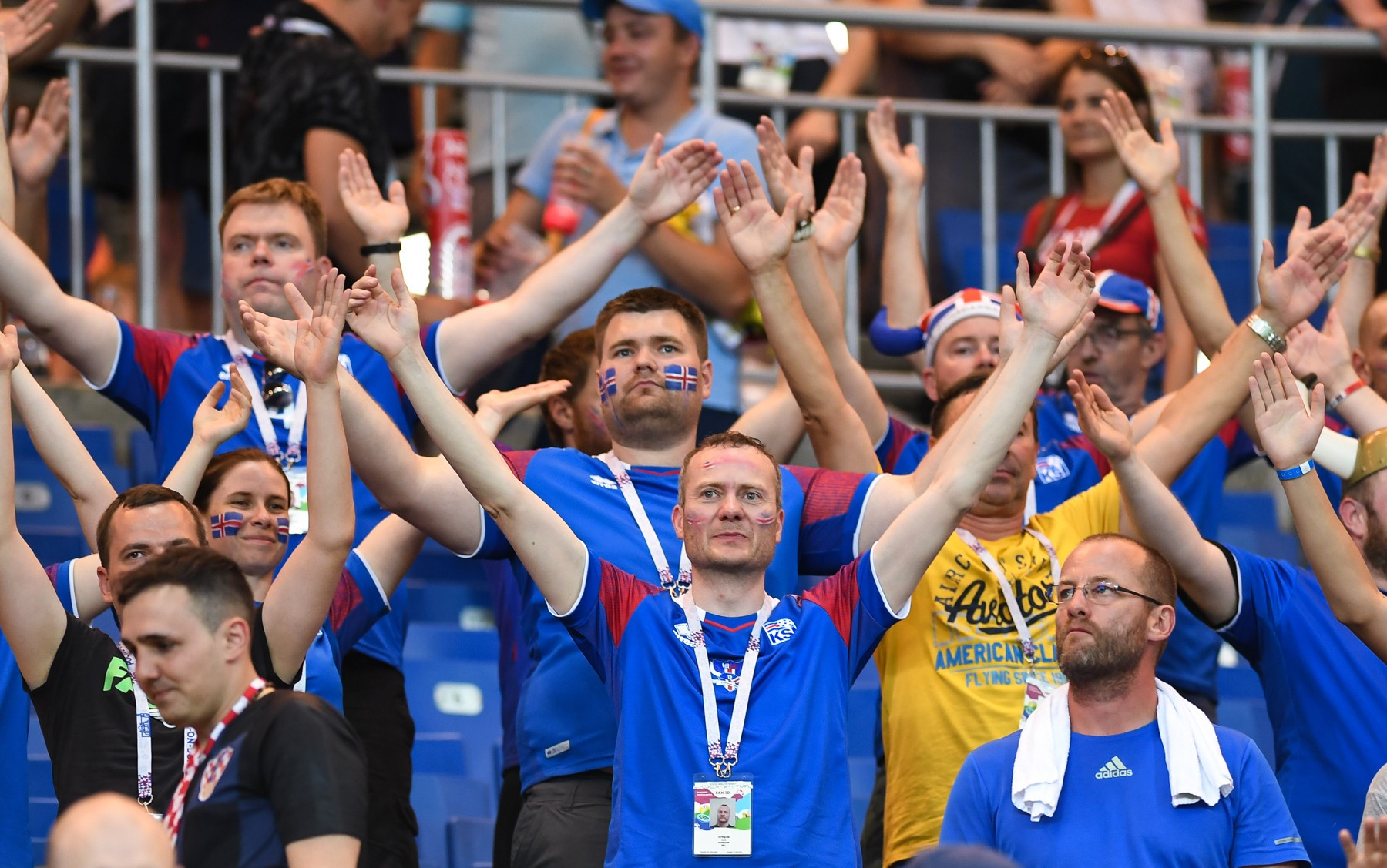
Supporters islandais faisant un clapping durant la Coupe du monde de football 2018.

Le clapping (de l'anglais : to clap, applaudir) est un type d'applaudissement particulier, utilisé avant tout dans les événements sportifs. Il est parfois appelé aussi Vikingclap.
Cette célébration est d'origine grecque, inventée par les supporters du PAOK Salonique. Les premiers clappings ont été observés dans les années 2000.

## Description
Le clapping est un applaudissement collectif caractérisé par des coups répétés sur un rythme lent, avec les mains en l'air. Il peut être précédé pour l'indication du rythme par un jeu de tambour en quatre coups (deux noires puis deux croches). Il peut être accompagné d'un cri commun (généralement le son « ou », en API : [u]). Dans une version alternative, les supporters peuvent aussi crier ensemble le nom de leur équipe. Il est parfois considéré comme étant intimidant.

## Histoire
Le clapping a été largement popularisé par les supporters de l'équipe d'Islande de football lors de l'Euro 2016. Il était toutefois pratiqué hors de l'Islande avant cet événement. Le capo de Gate 4, groupe de supporters du PAOK Salonique, a lancé un clapping dans les années 2000. Une technique similaire est utilisée par les fans du Beşiktaş Istanbul à la même époque.
En France, le clapping est lancé pour la première fois en mai 2013 par le capo de la Populaire Sud de l'OGC Nice depuis le rond central du terrain, puis pratiqué régulièrement par les supporters du RC Lens, avant de l'arrêter en 2018. Il est devenu, les soirs de victoires, un rituel de communion entre joueurs et supporters depuis 2014 au Stade Rennais FC, initié spontanément par l'attaquant Paul-Georges Ntep. Le mouvement s'est ensuite décliné épisodiquement dans d'autres clubs.